# البطولة الوطنية لكرة القدم كوبا 2017
البطولة الوطنية لكرة القدم كوبا 2017 هو موسم من البطولة الوطنية لكرة القدم كوبا. أشرف على تنظيمه اتحاد كوبا لكرة القدم، وكان عدد الأندية المشاركة فيه 12، وفاز فيه FC Santiago de Cuba ‏.